# San Antonio, Santa María Tonameca
San Antonio är en ort i Mexiko.   Den ligger i kommunen Santa María Tonameca och delstaten Oaxaca, i den sydöstra delen av landet, 500 km sydost om huvudstaden Mexico City. San Antonio ligger 31 meter över havet och antalet invånare är 773.
Terrängen runt San Antonio är platt söderut, men norrut är den kuperad.  Närmaste större samhälle är San Pedro Pochutla, 12,8 km öster om San Antonio. 